# Шурнух
Шурнух (арм. Շուռնուխ; азерб. Şurnuxu) — село в Сюникской области Армении. Частью входит в Губадлинский район (азерб. Qubadlı rayonu) Азербайджана. Находится на границе между Арменией и Азербайджаном.

## География
Шурнух расположен на живописном, лесистом склоне горы, на берегу реки Шурнух, притока реки Воротан (Баргюшад/Базарчай). Село находится на дороге Горис-Капан.

## История
Село впервые упоминается в XIII веке историком Степаносом Орбеляном в «Истории области Сисакана» как Шорнохо (арм. Շոռնոխոյ), которое входил в гавар Багк или Кашуник Сюникской области Великой Армении. Согласно одной из версий, название села происходит от древнеармянского, с первичным значением «текучая вода, место текучей воды, влажное место».
Село было покинуто на протяжении большей части XIX века (неизвестна дата его разрушения). По данным переписи населения Российской империи в 1897 году, здесь жили 84 человек, все мусульмане. Село опять вновь покинуто в 1919 и 1922 годах, а по данным первой переписи населения СССР в 1926, в селе жили 126 человек, все тюрки (т.е. азербайджанцы).
Согласно результатам Азербайджанской сельскохозяйственной переписи 1921 года, Ширнуху Кубатлинского уезда Азербайджанской ССР населяли 92 человека (15 хозяйств), преобладающая национальность — тюрки азербайджанские.
Село было населено в основном азербайджанцами до 1989 года, когда азербайджанские жители бежали, после чего село было заселено армянами, бежавшими из Азербайджана в связи с погромами.
В советское время в состав сельсовета входили также близлежащие села Агбулаг и Вананд (сейчас покинутые) и поселок при деревообрабатывающем заводе.
После конца Второй Карабахской войны и вывода армянских войск из соседнего Губадлинского района Азербайджана небольшая часть села, в том числе 11 домов, была определена как часть Губадлинского района и возвращена под контроль Азербайджана.

## Население
| Год           | 1897 | 1904 | 1914 | 1919 | 1922 | 1926 | 1931 | 1939 | 1959 | 1979 | 2001 | 2011 | 2016 |
| Число жителей | 84   | 117  | 104  | 0    | 0    | 101  | 132  | 351  | 363  | 324  | 148  | 207  | 153  |